# František Jakubec
František Jakubec (Český Brod, 12 april 1956 – 27 mei 2016) was een Tsjechisch profvoetballer.

## Clubcarrière
Jakubec begon zijn carrière in 1978 bij FC Bohemians 1905 Praag. Hier speelde hij acht seizoenen. In 1987 verhuisde hij kort naar het Griekse PAE Veria, nadat hij 1 oefenwedstrijd speelde bij de Royal Antwerp F.C. van Georg Kessler.  In 1983 ging hij naar Bayer 04 Leverkusen. Daarna speelde hij voor AC Bellinzona. Hij sloot zijn carrière af bij FC Bohemians 1905 Praag opnieuw in 1990.
Jakubec speelde 25 interlands voor het Tsjecho-Slowaaks voetbalelftal.
Hij overleed in 2016 op 60-jarige leeftijd.

## Statistieken
| Seizoen         | Club                | Land              | Competitie                       | Wedstrijden | Doelpunten |
| --------------- | ------------------- | ----------------- | -------------------------------- | ----------- | ---------- |
| 1978–1986       | Bohemians ČKD Praag | Tsjecho-Slowakije | 1. československá fotbalová liga | 284         | 19         |
| 1987            | PAE Veria           | Griekenland       | Super League Griekenland         | 14          | 1          |
| 1987–1989       | AC Bellinzona       | Zwitserland       | Challenge League                 | 42          | 0          |
| 1989–1990       | Bohemians ČKD Praag | Tsjecho-Slowakije | 1. československá fotbalová liga | 5           | 0          |
| Carrière totaal | Carrière totaal     | Carrière totaal   | Carrière totaal                  | 345         | 20         |